# Mogiła (obwód Szumen)
Mogiła (bułg. Могила) – wieś w Bułgarii, w obwodzie Szumen, w gminie Kaspiczan. W 2024 roku liczyła 291 mieszkańców.